# Alexandre de Hemptinne
Alexandre Paul de Hemptinne (Gent, 17 april 1866 – aldaar, 7 december 1955) was een Belgisch natuurkundige en scheikundige.
Alexandre de Hemptinne was de jongste van zes kinderen. Hun vader was een Gents industrieel. Hij studeerde natuurwetenschappen aan de Ugent. Samen met Alphonse-François Renard maakte hij verschillende geologische expedities. In februari 1887 reisde hij door Egypte, Palestina en Griekenland. In september 1888 volgde hij de lessen van William Thomson aan de Universiteit van Glasgow. Van 1890 tot 1891 verbleef hij aan de Universiteit van Edinburgh. Vervolgens onderzocht hij aan de Universiteit van Leipzig fotochemische reacties in gasfase en behaalde in 1893 zijn doctoraat met de dissertatie Über die elektrische Leitfähigkeit der Flamme und der Gase. Daarna bestudeerde hij aan laboratorium van Jacobus van 't Hoff aan de Universiteit van Amsterdam de verzeping van esters, waarover hij in 1894 publiceerde in de Zeitschrift für physikalische Chemie.
Hij trouwde op 27 december 1894 te Gent met Elsé de Kerchove de Denterghem. Ze kregen twee dochters en één zoon, Marc Ferdinand Léon de Hemptinne. Hij bouwde en leidde te Gent het Laboratorium voor Lage Temperaturen en Technische Fysica en hij kocht met eigen geld nieuwe uitrusting aan.
Daarnaast werd hij in 1902 benoemd tot hoogleraar aan de UCL en verantwoordelijk voor het organiseren van het laboratorium van experimenteel onderzoek voor de voorbereiding van proefschriften. Hij verrichtte dus zowel onderzoek in zijn laboratium in Gent als aan het Instituut voor Natuurkunde aan de UCL. In 1902 publiceerde hij Sur la synthèse de l'ammoniaque par l'électricité. In 1919 publiceerde hij La loi de Faraday et l'action de l'effluve électrique sur les gaz. Hij onderzocht het effect van een magnetisch veld op een gasontlading, op chemische reacties en fosforescentie, de invloed van druk op de voortplanting van een ontploffing van gas, de afvoer van kritische druk.
Bij uitbraak van de Eerste Wereldoorlog ontleende het Rode Kruis zijn röntgenbuizen om gewonden te onderzoeken.
Het chemisch bedrijf Elektrion te Wondelgem was een spin-off van zijn Gents laboratorium. Elektrion werd tijdens de Eerste Wereldoorlog ontmanteld, maar zijn studenten De Cavel en Roegiers bouwden het nadien opnieuw op.
Verder droeg hij bij aan het latere Nationaal Fonds voor Wetenschappelijk Onderzoek, moderniseerde het Instituut van Natuurkunde aan de UCL, richtte mee de Belgische Vereniging voor Natuurkunde op en was voorzitter van de Wetenschappelijke Commissie van het Koninklijk Meteorologisch Instituut.
Hij werd op 8 juni 1907 corresponderend lid van de Koninklijke Vlaamse Academie van België voor Wetenschappen en Kunsten en op 1 juni 1912 effectief lid en in 1929 directeur van de Klasse Wetenschappen.
In 1939 stierf zijn vrouw en stopte hij met natuurkunde doceren. Enkele dagen later brak de Tweede Wereldoorlog uit en hij moest zijn laboratorium en zijn huis verlaten.
In 1947 werd hij geassocieerd lid van de Académie des sciences, belles-lettres et arts de Lyon.
- Gemeinsame Normdatei: 117516384
- Système universitaire de documentation: 252891481
- Virtual International Authority File: 77095599
- WorldCat: E39PBJhX9tRRdBqKKtMVgQdRKd